# 폴아웃 2
《폴아웃 2》은 인터플레이 엔터테인먼트가 배급하고 1998년 윈도우용 게임으로 발매된 턴제 롤플레잉 게임으로, 폴아웃 시리즈(Fallout Series)의 두 번째 작품으로 내용은 전작 폴아웃의 80년 후 미국을 배경으로 하고 있다.

## 배경

### 배경 스토리
볼트 거주자(1편의 플레이어)는 마스터의 신 인류 계획 무산과 물 부족으로 위험에 처한 볼트 13을 구하게 되나 그의 힘에 두려워 한 볼트의 관리자 오버시어(Overseer)는 볼트 거주자를 퇴거 시키기에 이른다. 볼트 거주자는 그의 추종자들과 함께 떠나서 북쪽의 골짜기에 부족을 세우고 아로요(Arroyo)라는 부족 마을을 만들게 된다. 그리고 80년 후, 아로요는 기아, 가뭄 등의 위기가 일어나게 되자, 아로요의 추장은 볼트 거주자의 후손 선택받은 자(2편의 플레이어)에게 볼트-텍(Vault-Tec)의 문명 재건 장치 에덴 동산 창조 장치(Garden of Eden Creation Kit) - 줄여서 G.E.C.K을 찾아오라는 탐색 임무를 준다.

## 세력
- 엔클레이브 (Enclave)
- 뉴 켈리포니아 공화국 (New California Republic)
- 브라더후드 오브 스틸 (Brotherhood of Steel)

## 반응
폴아웃 2는 여러 비평가들로부터 긍정적인 평가를 받았다.